# Piestewa Peak Summit Trail
Pour les articles homonymes, voir Piestewa.
Le Piestewa Peak Summit Trail est un sentier de randonnée américain à Phoenix, dans le comté de Maricopa, en Arizona. Long de 2 km, il permet d'atteindre le sommet du pic Piestewa. Il est classé National Recreation Trail depuis 1974.